# NYC Ferry

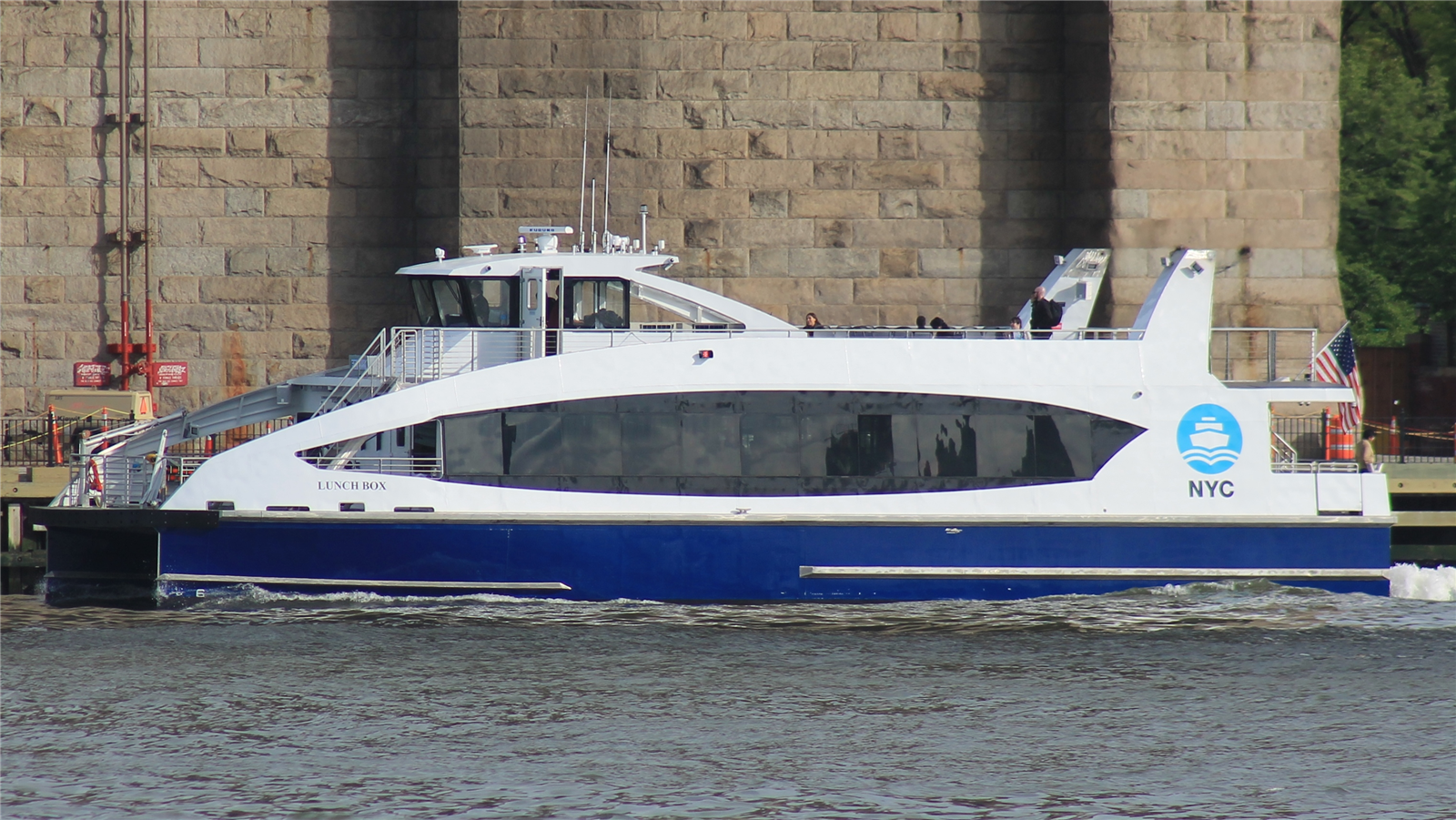
De veerboot Lunch Box op de East River onder de Brooklyn Bridge

NYC Ferry is een netwerk van openbare veerdiensten in de Amerikaanse stad New York die worden uitgebaat door het bedrijf Hornblower Cruises. NYC Ferry omvat 6 routes tussen 21 haltes in The Bronx, Brooklyn, Manhattan en Queens. Hornblower Cruises verzorgt die routes met 23 veerboten.
New York heeft een rijke geschiedenis van veerdiensten op de East River en Hudson River. Tegen de jaren 1960 waren de meeste veren echter verdwenen. In de jaren 80 en 90 kwamen ze opnieuw op. Uit studies in de jaren 2010 bleek dat nieuwe veerdiensten als NY Waterway, New York Water Taxi en Staten Island Ferry een gunstig effect hadden. Daarom stelde de stad in 2013 een eigen veerdienst voor. In mei 2017 begonnen de eerste veren te varen. In de lente van 2018 werd berekend dat er jaarlijks zo'n 9 miljoen passagiers zijn, dubbel zoveel als vooraf ingeschat. Er is uitbreiding voorzien naar Staten Island.

## Routes
| Startdatum | Route                                     | Terminals                                 | Terminals | Terminals                     | Tussenhaltes |
| Startdatum | Route                                     | Noord                                     | ↔         | Zuid                          | Tussenhaltes |
| ---------- | ----------------------------------------- | ----------------------------------------- | --------- | ----------------------------- | --- |
| 2011       | East River Ferry                          | East 34th Street                          | ↔         | Pier 11/Wall Street           | - Long Island City (Hunters Point South) - Greenpoint (India Street) - North Williamsburg (North 6th Street) - South Williamsburg (Schaefer Landing) - Fulton–Dumbo - Governors Island (weekends in de zomer) |
| 2017       | Rockaway Ferry                            | Pier 11/Wall Street                       | ↔         | Rockaway (Beach 108th Street) | - Brooklyn Army Terminal |
| 2017       | South Brooklyn Ferry                      | Pier 11/Wall Street                       | ↔         | Bay Ridge                     | - Fulton–Dumbo - Atlantic Avenue (Brooklyn Bridge Park Pier 6) - Governors Island (weekends in de zomer) - Red Hook - Brooklyn Army Terminal                                                                  |
| 2017       | Astoria Ferry                             | Astoria                                   | ↔         | Pier 11/Wall Street           | - Roosevelt Island East - Long Island City North - East 34th Street |
| 2018       | Soundview Ferry                           | Soundview                                 | ↔         | Pier 11/Wall Street           | - East 90th Street/Yorkville - East 34th Street |
| 2019       | Governors Island Ferry (seizoensgebonden) | Pier 11/Wall Street                       | ↔         | Governors Island              | |
| 2021       | St. George Ferry                          | West Midtown/Pier 79 in Hudson River Park | ↔         | Empire Outlets                | - Battery Park City Ferry Terminal |
| 2021       | Coney Island Ferry                        | Coney Island                              | ↔         | Pier 11/Wall Street           | - Bay Ridge |